# Kościerzyna
Kościerzyna (Kòscérzëna en cachoube, et auparavant Berent en allemand) est une ville d’environ 24 000 habitants située à une cinquantaine de kilomètres au sud-ouest de Gdańsk. C’est le chef-lieu du Powiat de Kościerzyna appartenant à l’aire linguistico-culturelle cachoube, située dans la Voïvodie de Poméranie, dans le Nord de la Pologne.

## Histoire
De 1818 à 1920, Berent est le chef-lieu de l'arrondissement de Berent (de) dans le district de Dantzig au sein de la province de Prusse-Occidentale.

## Tourisme
- Musée du chemin de fer de Kościerzyna[1]
- Lac Galezne[2]
- Sanctuaire[3]

## Population
- 1960 : 10 900 habitants
- 1970 : 15 100 habitants
- 1975 : 17 100 habitants
- 1980 : 18 700 habitants
- 1990 : 22 700 habitants
- 1995 : 23 100 habitants
- 1998 : 23 500 habitants
- 2003 : 23 196 habitants (hommes : 11 272)

## Personnalités liées à la commune
- Aleksander Majkowski, écrivain (1876-1938)
- Patryk Dobek, athlète du 400 m et 400 m haies (1994-)

## Jumelages
- Cölbe
- Sanary-sur-Mer
- Prylouky